# Andrychów
Andrychów je grad u Malopoljskom vojvodstvu u Poljskoj. Prema podacima iz 2014. godine u gradu živi 20.848 stanovnika. Naselje datira s kraja 13. stoljeća. Prvi zabilježeni spomen potječe iz 1344. godine. Kroz povijest Andrychów je mijenjao naziv tako se prvobitno nazivao Henrychów, nosio je i imena Indrzychow i Gendrzychow. Tijekom 
njemačke okupacije Poljske, bio je preimenovana u Andrichau. 

## Vanjske poveznice
- Službene stranice grada